# Téméraire (fantasy)
Pour les articles homonymes, voir Téméraire.
Téméraire (titre original : Temeraire) est une série de romans de fantasy historique écrits par Naomi Novik.
À l'époque des guerres napoléoniennes, Will Laurence, un jeune capitaine anglais, capture une frégate française et sa cargaison : un œuf de dragon extrêmement rare et d'une valeur inestimable, Téméraire. Ainsi commence l'histoire d'une amitié indéfectible entre le fabuleux dragon et son jeune pilote. Ensemble, ils devront lutter contre Napoléon Bonaparte.

## Livres
1. Les Dragons de Sa Majesté, Le Pré aux clercs, 2007 ((en) His Majesty's Dragon, 2006)Réédition, Pocket, coll. « Science-fiction » no 5977, 2009
2. Le Trône de jade, Le Pré aux clercs, 2007 ((en) Throne of Jade, 2006)Réédition, Pocket, coll. « Science-fiction » no 5978, 2010
3. Par les chemins de la soie, Le Pré aux clercs, 2008 ((en) Black Powder War, 2006)Réédition, Pocket, coll. « Science-fiction » no 7017, 2010
4. L'Empire d'ivoire, Le Pré aux clercs, 2008 ((en) Empire of Ivory, 2007)Réédition, Pocket, coll. « Science-fiction » no 7016, 2011
5. La Victoire des aigles, Le Pré aux clercs, 2010 ((en) Victory of Eagles, 2009)Réédition, Pocket, coll. « Science-fiction » no 7103, 2012
6. Langues de serpents, Le Pré aux clercs, 2011 ((en) Tongues of Serpents, 2010)Réédition, Pocket, coll. « Science-fiction » no 7104, 2013
7. Le Trésor des Incas, Le Pré aux clercs, 2012 ((en) Crucible of Gold, 2012)Réédition, Pocket, coll. « Science-fiction » no 7131, 2013
8. Le Sang des tyrans, Le Pré aux clercs, 2013 ((en) Blood of Tyrants, 2013)Réédition, Pocket, coll. « Science-fiction » no 7177, 2014
9. La Ligue des dragons, Fleuve, 2018 ((en) League of Dragons, 2016)Réédition sous le titre La Ligue des dragons : L'Ultime Bataille, Pocket, coll. « Science-fiction » no 7273, 2019

### Recueils de nouvelles
- (en) Golden Age and Other Stories, 2017